# Bournonville Motors Company
Bournonville Motors Company war ein US-amerikanischer Hersteller von Automobilen.

## Unternehmensgeschichte
Eugene Bournonville stammte aus Belgien, lebte aber lange in den USA. Er gründete 1921 das Unternehmen in Hoboken in New Jersey. Er begann mit der Produktion von Automobilen. Der Markenname lautete Rotary. Das erste Fahrzeug wurde im November 1921 auf der New York Automobile Show präsentiert. 1923 endete die Produktion. Insgesamt entstanden nur wenige Fahrzeuge. Es gab keine Verbindung zur Rotary Motor Vehicle Company, die ein paar Jahre vorher den gleichen Markennamen verwendete.

## Fahrzeuge
Die Fahrzeuge hatten einen selbst entwickelten Motor mit einer besonderen Ventilsteuerung. Es war ein Sechszylindermotor mit etwa 5 Liter Hubraum und 60 PS Leistung. Viele Teile wurden zugekauft. Dazu gehörten der Rahmen von Parish & Bingham, die Kraftübertragung von Brown-Lipe, Kupplung von Borg & Beck und Achsen von Columbia.
Das Fahrgestell hatte 330 cm Radstand. Ein Fahrzeug erhielt eine selbst hergestellte Karosserie als offener Tourenwagen mit Platz für sieben Personen. Der Neupreis betrug im ersten Jahr 6000 US-Dollar und im letzten Jahr 3800 Dollar.